# Mount Franke
Mount Franke ist ein 1600 m hoher Berg mit blanker Nordflanke im Königin-Maud-Gebirge der antarktischen Ross Dependency. Er ragt an der Westflanke des Shackleton-Gletschers zwischen Mount Wasko und Mount Cole auf.
Teilnehmer der United States Antarctic Service Expedition (1939–1941) entdeckten und fotografierten ihn. Der US-amerikanische Geophysiker Albert P. Crary (1911–1987) nahm zwischen 1957 und 1958 Vermessungen und die Benennung vor. Namensgeber ist Lieutenant Commander Willard J. Franke von der Flugstaffel VX-6 der United States Navy, der 1958 auf der Station Little America V überwinterte.